# ベティ・ペイジ (映画)
『ベティ・ペイジ』（The Notorious Bettie Page）は、ピンナップガール及びボンデージ・モデルであったベティ・ペイジの伝記映画。2005年のトロント国際映画祭出品。
日本では映倫によりR-15指定となっている。

## キャスト
- グレッチェン・モル：ベティ・ペイジ
- クリス・バウアー：アーヴィング・クロウ
- ジャレッド・ハリス：ジョン・ウィリー
- サラ・ポールソン：バニー・イェーガー
- カーラ・シーモア：マキシー
- デヴィッド・ストラザーン：エステス・キーフォーバー
- リリ・テイラー：ポーラ・クロウ
- ノーマン・リーダス：ビリー・ニール
- ジョナサン・ウッドワード：マーヴィン
- アン・ダウド：エドナ・ペイジ
- ケヴィン・キャロル
- ジョン・カラム
- オースティン・ペンドルトン
- ダラス・ロバーツ
- ヴィクター・スレザック
- タラ・サブコフ
- マイケル・ガストン
- ピーター・マクロビー

## スタッフ
- 監督：メアリー・ハロン
- 製作：クリスティーン・ヴェイコン、パメラ・コフラー、ケイティ・ルーメル
- 脚本：メアリー・ハロン、グィネヴィア・ターナー
- 撮影：モット・ハップフェル
- プロダクションデザイン：ギデオン・ポンテ
- 衣装デザイン：ジョン・ダン
- 編集：トリシア・クック
- 音楽：マーク・スオッゾ